# Cucurbita scabridifolia
Cucurbita scabridifolia là một loài thực vật có hoa trong họ Cucurbitaceae. Loài này được L.H.Bailey mô tả khoa học đầu tiên năm 1943.